# Unione Sportiva Foggia 1935-1936
Questa voce raccoglie le informazioni riguardanti l'Unione Sportiva Foggia nelle competizioni ufficiali della stagione 1935-1936.

## Rosa
| N. |                   | Ruolo | Calciatore         |
| -- | ----------------- | ----- | ------------------ |
|    | Italia (bandiera) | A     | Bruno Barbieri     |
|    | Italia (bandiera) | C     | Arturo Boniforti   |
|    | Italia (bandiera) | A     | Giuseppe Calò      |
|    | Italia (bandiera) | D     | Raffaele De Meo    |
|    | Italia (bandiera) | D     | Benedetto Del Re   |
|    | Italia (bandiera) | C     | Riccardo Di Santo  |
|    | Italia (bandiera) | A     | Alfredo Galante    |
|    | Italia (bandiera) | C     | Vito Natale Labate |
|    | Italia (bandiera) | D     | Pietro Lavè        |
|    | Italia (bandiera) | A     | Marco Lorini       |

| N. |                   | Ruolo | Calciatore            |
| -- | ----------------- | ----- | --------------------- |
|    | Italia (bandiera) | A     | Vincenzo Marsico      |
|    | Italia (bandiera) | C     | Ettore Mussi          |
|    | Italia (bandiera) | P     | Ubaldo Narducci       |
|    | Italia (bandiera) | A     | Giovanni Pavanello    |
|    | Italia (bandiera) | A     | Dante Rossi           |
|    | Italia (bandiera) | D     | Alberto Rosso         |
|    | Italia (bandiera) | P     | Ferdinando Santarello |
|    | Italia (bandiera) | A     | Luigi Torti           |
|    | Italia (bandiera) | C     | Vittorio Torti        |

## Risultati

### Serie B

#### Girone di andata
| Novara 15 settembre 1935 1ª giornata | Novara | 4 – 2 | Foggia |  |

| Arbitro: | Saracini (Ancona) |

|               |           |  |
| Pavanello 35’ | Marcatori |  |

| Arbitro: | Tagliapietra (Padova) |

|                                   |           |  |
| Di Santo 10’ Petermann 83’ (aut.) | Marcatori |  |

| Verona 6 ottobre 1935 4ª giornata | Verona | 0 – 0 | Foggia |  |

| Arbitro: | Fois (Roma) |

|           |           |  |
| Rossi 40’ | Marcatori |  |

| Vercelli 20 ottobre 1935 6ª giornata | Pro Vercelli | 1 – 0 | Foggia | Stadio Leonida Robbiano |

| Arbitro: | Tonnetti (Roma) |

|  |           |              |
|  | Marcatori | 35’ Colausig |

| Catania 3 novembre 1935 8ª giornata | Catania | 5 – 1 | Foggia |  |

| Arbitro: | Moretti (Genova) |

|           |           |           |
| Rossi 37’ | Marcatori | 20’ Lessi |

| Arbitro: | Nocentini (Prato) |

|                         |           |               |
| Torti II 6’ Torti I 30’ | Marcatori | 85’ Ravizzoni |

| Pisa 1 dicembre 1935 11ª giornata | Pisa | 2 – 1 | Foggia | Campo del Littorio |

| Livorno 8 dicembre 1935 12ª giornata | Livorno | 3 – 1 | Foggia |  |

| Arbitro: | Zelocchi (Modena) |

|                          |           |  |
| Torti I 15’ Torti II 61’ | Marcatori |  |

| Siena 22 dicembre 1935 14ª giornata | Siena | 1 – 0 | Foggia |  |

| Arbitro: | Ghetti (Modena) |

|  |           |            |
|  | Marcatori | 55’ Longhi |

| Pistoia 5 gennaio 1936 16ª giornata | Pistoiese | 1 – 3 | Foggia |  |

| Viareggio 12 gennaio 1936 17ª giornata | Viareggio | 2 – 2 | Foggia |  |

#### Girone di ritorno
| Foggia 26 gennaio 1936 18ª giornata | Foggia | 1 – 0 | Novara |  |

| Lucca 2 febbraio 1936 19ª giornata | Lucchese | 5 – 0 | Foggia |  |

| Vigevano 9 febbraio 1936 20ª giornata | Vigevano | 2 – 1 | Foggia |  |

| Foggia 16 febbraio 1936 21ª giornata | Foggia | 1 – 2 | Verona |  |

| Ferrara 23 febbraio 1936 22ª giornata | SPAL | 3 – 1 | Foggia |  |

| Foggia 1 marzo 1936 23ª giornata | Foggia | 1 – 1 | Pro Vercelli |  |

| Taranto 8 marzo 1936 24ª giornata | Taranto | 1 – 1 | Foggia |  |

| Foggia 15 marzo 1936 25ª giornata | Foggia | 3 – 1 | Catania |  |

| L'Aquila 22 marzo 1936 26ª giornata | Aquila | 2 – 0 | Foggia |  |

| Modena 29 marzo 1936 27ª giornata | Modena | 2 – 1 | Foggia |  |

| Foggia 12 aprile 1936 28ª giornata | Foggia | 2 – 0 | Pisa |  |

| Foggia 21 aprile 1936 29ª giornata | Foggia | 1 – 1 | Livorno |  |

| Messina 26 aprile 1936 30ª giornata | Messina | 4 – 1 | Foggia |  |

| Foggia 3 maggio 1936 31ª giornata | Foggia | 3 – 1 | Siena |  |

| Bergamo 10 maggio 1936 32ª giornata | Atalanta | 1 – 0 | Foggia |  |

| Foggia 24 maggio 1936 33ª giornata | Foggia | 2 – 0 | Pistoiese |  |

| Foggia 31 maggio 1936 34ª giornata | Foggia | 1 – 2 | Viareggio |  |